# Amantissimi redemptoris
Amantissimi redemptoris (lateinisch, „des liebevollsten Erlösers“) ist eine Enzyklika von Papst Pius IX. Sie wurde am 3. Mai 1858 veröffentlicht und trägt den Untertitel „Über die Priester und die Sorge für die Seelen“.
Pius IX. beschreibt die große innere Gabe und Ehre, die den Priestern mit der Feier des heiligen „unblutigen Opfers“ in der Messe anvertraut worden sei.  Der Priester zelebriere gleichsam das Lebensopfer und erneuere in einer geheimnisvollen Art und Weise den Tod Christi. Mit dieser apostolischen Tradition würde das göttliche Opfer der Messe durch den Priester für den universellen Frieden der Kirchen, für die richtige Einteilung der Welt, für die Herrscher, Soldaten, Verbündeten, die Arbeit mit Gebrechlichen und für alle, die in Not sind, dargebracht. 
Der Papst führt das göttliche Gebot der Messfeier, durch die Priester,  auf die Lehren des Konzils von Trient zurück, welche auch mit einem Schreiben von Papst Benedikt XIV. nachdrücklich unterstrichen würde. Pius IX. sehe aber eine gewisse Gefahr darin, dass an einigen Orten die Messfeier nicht von den Priestern gehalten würde und deswegen verweise der Heilige Stuhl eindringlich auf die Verpflichtungen gemäß seinen Vorgängern. Er mahnt in seinen weiteren Ausführungen an, den Verpflichtungen weiterhin mit voller göttlicher Hingabe nachzugehen und in ihren Bemühungen nicht nachzulassen.  Gleichzeitig habe er beschlossen diese Angelegenheit mit diesem Schreiben anzusprechen und ermahnt  alle Priester zur pflichtgemäßen Ausübung ihres hohen Amtes. Abschließend erinnert er daran, dass die liebevolle Amtsausübung und die Bewahrung des Heils zum Seelenfrieden der Priester beitragen würde. 